# Janusz Różycki
Janusz Różycki (Varsavia, 10 maggio 1939) è un ex schermidore polacco, vincitore di una medaglia d'argento nella scherma ai giochi olimpici.